# Großer Preis von Pescara
Der Große Preis von Pescara (1925–1939 Coppa Acerbo; 1947–1951, 1957 Circuito di Pescara; 1952–1953 12 Ore di Pescara; 1961 4 Ore di Pescara) war ein Rennen für Automobile. Austragungsort war ausnahmslos der Circuito di Pescara, ein fast 26 Kilometer langer nicht-permanenter Straßenkurs an der italienischen Adriaküste. 1957 war das Rennen Teil der Fahrerweltmeisterschaft.

## Geschichte

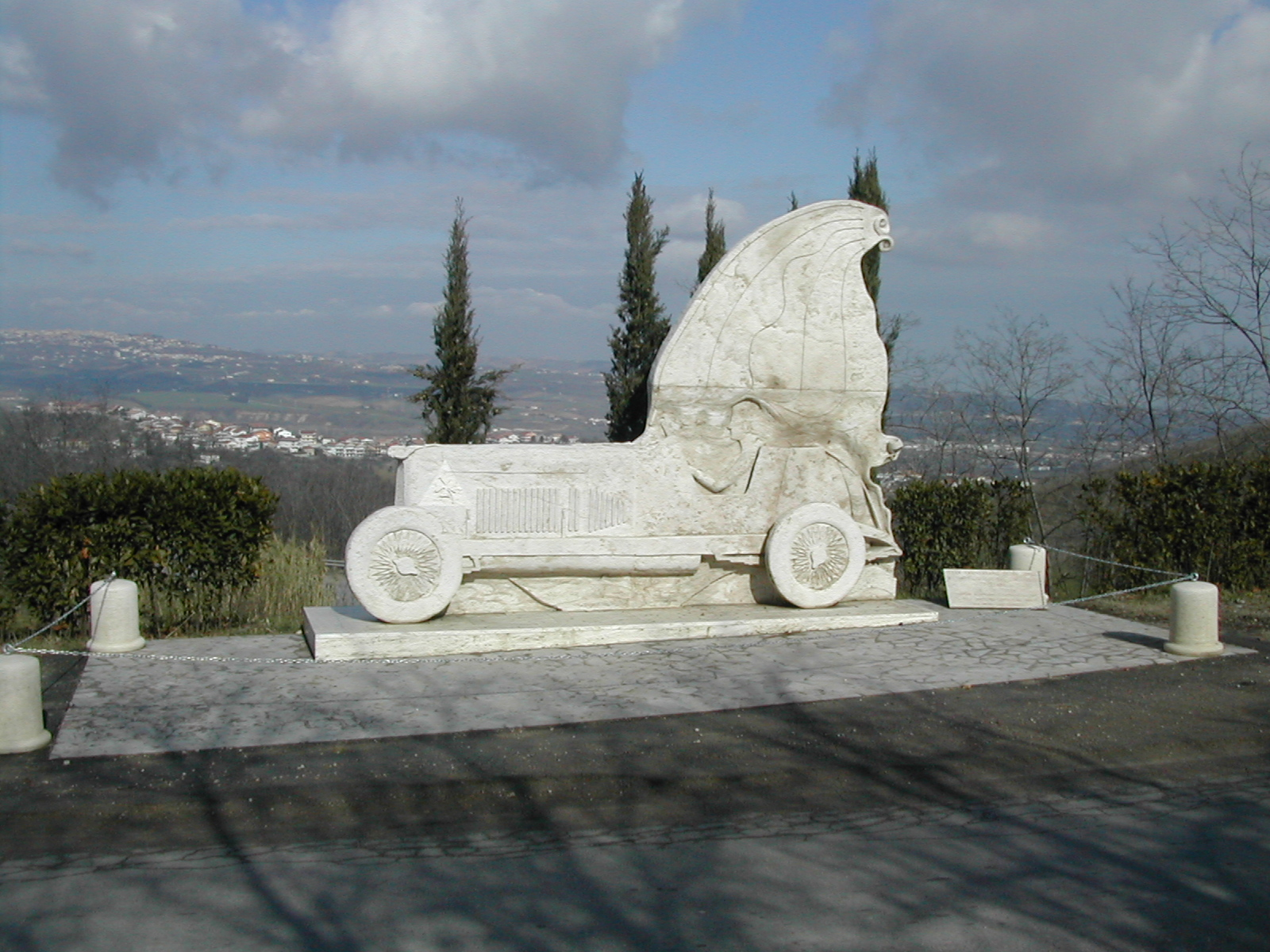
Denkmal für die Coppa Acerbo zwischen Cappelle sul Tavo und Spoltore

Die Veranstaltung wurde nach Tito Acerbo benannt, dem Bruder des faschistischen Politikers Giacomo Acerbo. Nach der Niederlage im Zweiten Weltkrieg und dem daraus resultierenden Niedergang des Faschismus wurde das Rennen in Circuito di Pescara, später in Gran Premio di Pescara umbenannt.
Das erste Rennen fand am 13. Juli 1924 als Formelfreies Rennen statt. Der damals noch weitgehend unbekannte Enzo Ferrari konnte im Alfa Romeo RL das Rennen für sich entscheiden. Bis 1938 wurde das Rennen formelfrei ausgetragen und war in dieser Zeit nie Teil der Grand-Prix-Europameisterschaft, galt aber unter den Fahrern als wichtiges Prestigerennen. Die Anfangsjahre dominierten die Fahrer von Alfa Romeo; sieben von neun Rennen konnte ein Fahrer des Mailänder Herstellers gewinnen. 1934 begann die Dominanz der deutschen Marken Mercedes-Benz und Auto Union. Erst 1939 konnte wieder Alfa Romeo das Rennen gewinnen, dieses wurde allerdings nicht in der formelfreien, sondern der 1,5-Liter-Voiturette-Klasse ausgetragen. Als der Zweite Weltkrieg ausbrach folgte eine Zwangspause bis einschließlich 1946.
Nach dem Krieg wurde das Rennen in Großer Preis von Pescara (Gran Premio di Pescara) umbenannt, die Rennstrecke war von nun an als Circuito di Pescara bekannt. Zunächst wurde das Rennen für Sportwagen ausgetragen, mit Einführung der Fahrerweltmeisterschaft im Jahre 1950 und 1951 wurde der Grand Prix dann unter Formel-1-Regeln ausgetragen – allerdings zunächst nicht als WM-Lauf. Auch 1952, 1953 und 1956 waren wieder Sportwagen am Start. 1954 wurde das Rennen im Reglement der Formel 2 abgehalten.

## Formel 1
Nachdem die Junirennen, die Großen Preise von Belgien und der Niederlande, wegen finanzieller Probleme abgesagt worden waren, nahm die FIA kurzfristig ausnahmsweise den „Großen Preis von Pescara“ in den Formel-1-Weltmeisterschaftskalender 1957 auf.
Da die Weltmeisterschaft bereits für den viermal siegreichen Maserati-Fahrer Juan Manuel Fangio entschieden war, die italienische Justiz gegen Ferrari aufgrund der im Mai 1957 beim Mille-Miglia-Straßenrennen durch einen Ferrari-Unfall getöteten elf Personen ermittelte, und wegen der auf Landstraßen eingeschränkten Trainingsmöglichkeiten, lehnte Ferrari eine offizielle Teilnahme bei diesem Straßenrennen ab. Nur Luigi Musso, in der Punktetabelle Zweitplatzierter, nahm als Privatfahrer mit einem Ferrari teil. Die Veranstaltung zog trotzdem über 200.000 Zuschauer an. Musso war Dritter im Training und ging schnell in Führung, musste aber aufgrund der hohen Temperaturen mit Ölverlust aufgeben, so dass Vanwall-Fahrer Stirling Moss mit komfortablem Vorsprung nach 2:59:22,7 Stunden gewinnen konnte. Von 16 Teilnehmern kamen nur sieben ins Ziel. Noch in der Startphase gab es einen Unfall, als der Privatier Horace Gould einen Mechaniker anfuhr, der nicht schnell genug aus der Startaufstellung verschwunden war.
Nur drei Wochen später fand der italienische Gran Premio wie üblich in Monza statt, wodurch zum ersten Mal zwei zur Formel-1-Weltmeisterschaft zählende Rennen in einem Land ausgetragen wurden.

## Das Ende
Anfang der 1960er Jahre wurde der Sicherheitsaspekt im Rennsport immer größer und die Strecke für den Motorsport aufgegeben. Das letzte Rennen das in Pescara gefahren wurde, war ein 4-Stunden-Rennen im Jahre 1961, welches zur Sportwagen-Weltmeisterschaft zählte und von Lorenzo Bandini und Giorgio Scarlatti gewonnen wurde.

## Tödliche Unfälle
In der Geschichte des Grand Prix kam es zu acht Todesfällen. Das erste Opfer war 1934 der Algerier Guy Moll, der beim Überrunden von Ernst Jakob Henne mit diesem kollidierte und in die Streckenbegrenzung einschlug. 1937 kam es zum schwersten Unfall der Rennhistorie, bei dem Pasquale Ermini nach einem Überholversuch gegen Luciano Uboldi die Kontrolle über seinen Wagen verlor und in eine Zuschauergruppe raste. Vier Zuschauer wurden getötet, Ermini selbst wurde schwer verletzt. Beim Grand Prix 1939 starb zunächst Giordano Aldrighetti im Training, der nach einem Unfall im Cockpit seines Wagens verbrannte, im Rennen kam Catullo Lami nach einem Überschlag ums Leben. Der letzte Unfall mit Todesfolge ereignete sich 1961. Franco Bernabei überfuhr zwei Zuschauerinnen, von denen eine wenig später im Krankenhaus verstarb.

## Ergebnisse
| Auflage | Jahr          | Strecke                                            | Klasse                                             | Sieger                                             | Zweiter                                            | Dritter                                            | Pole-Position                                      | Schnellste Runde                                   |
| ------- | ------------- | -------------------------------------------------- | -------------------------------------------------- | -------------------------------------------------- | -------------------------------------------------- | -------------------------------------------------- | -------------------------------------------------- | -------------------------------------------------- |
| I       | 1924          | Pescara                                            | FL                                                 | Enzo Ferrari (Alfa Romeo)                          | Giovanni Bonmartini (Mercedes)                     | Eugenio Beria d’Argentine (Bugatti)                | unbekannt                                          | Giovanni Bonmartini (Mercedes)                     |
| II      | 1925          | Pescara                                            | FL                                                 | Guido Ginaldi (Alfa Romeo)                         | Gino Minciotti (Bugatti)                           | Pasquale Croce (Bugatti)                           | unbekannt                                          | Emilio Materassi (Itala)                           |
| III     | 1926          | Pescara                                            | FL                                                 | Luigi Spinozzi (Bugatti)                           | Carlo Rosti (Bugatti)                              | Aymo Maggi (Bugatti)                               | unbekannt                                          | Emilio Materassi (Itala)                           |
| IV      | 1927          | Pescara                                            | FL                                                 | Giuseppe Campari (Alfa Romeo)                      | Carlo Tonini (Maserati)                            | Salvatore Marano (Bugatti)                         | unbekannt                                          | Giuseppe Campari (Alfa Romeo)                      |
| V       | 1928          | Pescara                                            | FL                                                 | Giuseppe Campari (Alfa Romeo)                      | Luigi Arcangeli / Emilio Materassi (Talbot)        | Carlo Tonini (Bugatti)                             | unbekannt                                          | Giuseppe Campari (Alfa Romeo)                      |
|         | 1929          | keine Coppa Acerbo                                 | keine Coppa Acerbo                                 | keine Coppa Acerbo                                 | keine Coppa Acerbo                                 | keine Coppa Acerbo                                 | keine Coppa Acerbo                                 | keine Coppa Acerbo                                 |
| VI      | 1930          | Pescara                                            | FL                                                 | Achille Varzi (Maserati)                           | Ernesto Maserati (Maserati)                        | Baconin Borzacchini (Alfa Romeo)                   | Francesco del Drago (Mercedes-Benz)                | Luigi Fagioli (Maserati)                           |
| VII     | 1931          | Pescara                                            | FL                                                 | Giuseppe Campari (Alfa Romeo)                      | Louis Chiron (Bugatti)                             | Tazio Nuvolari (Alfa Romeo)                        | Giuseppe Campari (Alfa Romeo)                      | Giuseppe Campari (Alfa Romeo)                      |
| VIII    | 1932          | Pescara                                            | FL                                                 | Tazio Nuvolari (Alfa Romeo)                        | Rudolf Caracciola (Alfa Romeo)                     | Louis Chiron (Bugatti)                             | Rudolf Caracciola (Alfa Romeo)                     | Giuseppe Campari (Alfa Romeo)                      |
| IX      | 1933          | Pescara                                            | FL                                                 | Luigi Fagioli (Alfa Romeo)                         | Tazio Nuvolari (Maserati)                          | Piero Taruffi (Maserati)                           | Giuseppe Campari (Alfa Romeo)                      | Tazio Nuvolari (Maserati)                          |
| X       | 1934          | Pescara                                            | FL                                                 | Luigi Fagioli (Mercedes-Benz)                      | Tazio Nuvolari (Maserati)                          | Antonio Brivio (Bugatti)                           | Hans Stuck (Auto Union)                            | Guy Moll (Alfa Romeo)                              |
| XI      | 1935          | Pescara                                            | FL                                                 | Achille Varzi (Auto Union)                         | Bernd Rosemeyer (Auto Union)                       | Antonio Brivio (Alfa Romeo)                        | Louis Chiron (Alfa Romeo)                          | Achille Varzi (Auto Union)                         |
| XII     | 1936          | Pescara                                            | FL                                                 | Bernd Rosemeyer (Auto Union)                       | Ernst von Delius (Auto Union)                      | Achille Varzi (Auto Union)                         | Achille Varzi (Auto Union)                         | Achille Varzi (Auto Union)                         |
| XIII    | 1937          | Pescara                                            | FL                                                 | Bernd Rosemeyer (Auto Union)                       | Manfred von Brauchitsch (Mercedes-Benz)            | Hermann Paul Müller (Auto Union)                   | Bernd Rosemeyer (Auto Union)                       | Bernd Rosemeyer (Auto Union)                       |
| XIV     | 1938          | Pescara                                            | FL                                                 | Rudolf Caracciola (Mercedes-Benz)                  | Giuseppe Farina (Alfa Romeo)                       | Vittorio Belmondo (Alfa Romeo)                     | Luigi Villoresi (Maserati)                         | Tazio Nuvolari (Auto Union)                        |
| XV      | 1939          | Pescara                                            | VO                                                 | Clemente Biondetti (Alfa Romeo)                    | Carlo Pintacuda (Alfa Romeo)                       | Giuseppe Farina (Alfa Romeo)                       | Giuseppe Farina (Alfa Romeo)                       | Giuseppe Farina (Alfa Romeo)                       |
|         | 1940 bis 1946 | keine Coppa Acerbo / kein Großer Preis von Pescara | keine Coppa Acerbo / kein Großer Preis von Pescara | keine Coppa Acerbo / kein Großer Preis von Pescara | keine Coppa Acerbo / kein Großer Preis von Pescara | keine Coppa Acerbo / kein Großer Preis von Pescara | keine Coppa Acerbo / kein Großer Preis von Pescara | keine Coppa Acerbo / kein Großer Preis von Pescara |
| XVI     | 1947          | Pescara                                            | SW                                                 | Vincenzo Auricchio (Stanguellini)                  | Franco Cortese (Ferrari)                           | Bonetto (Maserati)                                 | unbekannt                                          | Franco Cortese (Ferrari)                           |
| XVII    | 1948          | Pescara                                            | SW                                                 | Giovanni Bracco / Alberto Ascari (Maserati)        | Bruno Sterzi (Ferrari)                             | Louis Rosier (Talbot)                              | unbekannt                                          | Luigi Villoresi (Maserati)                         |
| XVIII   | 1949          | Pescara                                            | SW                                                 | Franco Rol (Alfa Romeo)                            | Roberto Vallone (Ferrari)                          | Henri Louveau (Delage)                             | Clemente Biondetti (Ferrari)                       | Franco Rol (Alfa Romeo)                            |
| XIX     | 1950          | Pescara                                            | F1                                                 | Juan Manuel Fangio (Alfa Romeo)                    | Louis Rosier (Talbot-Lago)                         | Luigi Fagioli (Alfa Romeo)                         | Juan Manuel Fangio (Alfa Romeo)                    | Juan Manuel Fangio (Alfa Romeo)                    |
| XX      | 1951          | Pescara                                            | F1                                                 | José Froilán González (Ferrari)                    | Louis Rosier (Talbot-Lago)                         | Philippe Étancelin (Talbot-Lago)                   | Alberto Ascari (Ferrari)                           | José Froilán González (Ferrari)                    |
| XXI     | 1952          | Pescara                                            | SW                                                 | Giovanni Bracco / Paolo Marzotto (Ferrari)         | Clemente Biondetti / Franco Cornacchia (Ferrari)   | Luigi Piotti / Vittorugo Mallucci (Ferrari)        | Clemente Biondetti / Franco Cornacchia (Ferrari)   | unbekannt                                          |
| XXII    | 1953          | Pescara                                            | SW                                                 | Umberto Maglioli / Mike Hawthorn (Ferrari)         | Guido Mancini / Silvio Dal Cin (Maserati)          | Enrico Sterzi / Franco Cortese (Ferrari)           | Peter Whitehead / Duncan Hamilton (Jaguar)         | Umberto Maglioli (Ferrari)                         |
| XXIII   | 1954          | Pescara                                            | F1/2                                               | Luigi Musso (Maserati)                             | Prinz Bira (Maserati)                              | Harry Schell (Maserati)                            | Stirling Moss (Maserati)                           | Prinz Bira (Maserati)                              |
|         | 1955          | kein Großer Preis von Pescara                      | kein Großer Preis von Pescara                      | kein Großer Preis von Pescara                      | kein Großer Preis von Pescara                      | kein Großer Preis von Pescara                      | kein Großer Preis von Pescara                      | kein Großer Preis von Pescara                      |
| XXIV    | 1956          | Pescara                                            | SW                                                 | Robert Manzon (Gordini)                            | Piero Taruffi (Maserati)                           | Gino Munaron (Ferrari)                             | Jean Behra (Maserati)                              | unbekannt                                          |
| XXV     | 1957          | Pescara                                            | F1                                                 | Stirling Moss (Vanwall)                            | Juan Manuel Fangio (Maserati)                      | Harry Schell (Maserati)                            | Juan Manuel Fangio (Maserati)                      | Stirling Moss (Vanwall)                            |
|         | 1958 bis 1959 | kein Großer Preis von Pescara                      | kein Großer Preis von Pescara                      | kein Großer Preis von Pescara                      | kein Großer Preis von Pescara                      | kein Großer Preis von Pescara                      | kein Großer Preis von Pescara                      | kein Großer Preis von Pescara                      |
| XXVI    | 1960          | Pescara                                            | F2                                                 | Denis Hulme (Cooper-BMC)                           | Juan Manuel Bordeu (Stanguellini-Fiat)             | John Love (Cooper-BMC)                             | Renato Pirocchi (Stanguellini-Fiat)                | Denis Hulme (Cooper-BMC)                           |
| XXVII   | 1961          | Pescara                                            | SW                                                 | Lorenzo Bandini / Giorgio Scarlatti (Ferrari)      | Karl Orthuber / Edgar Barth (Porsche)              | Mennato Boffa (Maserati)                           | Richie Ginther / Giancarlo Baghetti (Ferrari)      | Richie Ginther (Ferrari)                           |

| Legende   | Legende                                                                                              | Legende                                                     |
| Abkürzung | Klasse                                                                                               | Kommentar                                                   |
| --------- | --- | ----------------------------------------------------------- |
| F1        | Formel 1                                                                                             | Formel-1-Weltmeisterschaft ab 1950                          |
| F2        | Formel 2                                                                                             |                                                             |
| FL        | Formula libre                                                                                        | Fahrzeugklasse in der Regel vom Veranstalter ausgeschrieben |
| SW        | Sportwagen                                                                                           |                                                             |
| TW        | Tourenwagen                                                                                          |                                                             |
| GP        | Grand-Prix-Fahrzeuge                                                                                 |                                                             |
|           | ↓ Durchgehende graue Linien zeigen an, wann in der Geschichte auf einem neuen Kurs gefahren wurde. ↓ |                                                             |
|           | |                                                             |
|           | Einträge mit hellrotem Hintergrund waren keine Läufe zur Automobil- bzw. Formel-1-Weltmeisterschaft. |                                                             |
|           | Einträge mit gelbem Hintergrund waren Läufe zur Europameisterschaft.                                 |                                                             |